# Lee Harvey Oswald

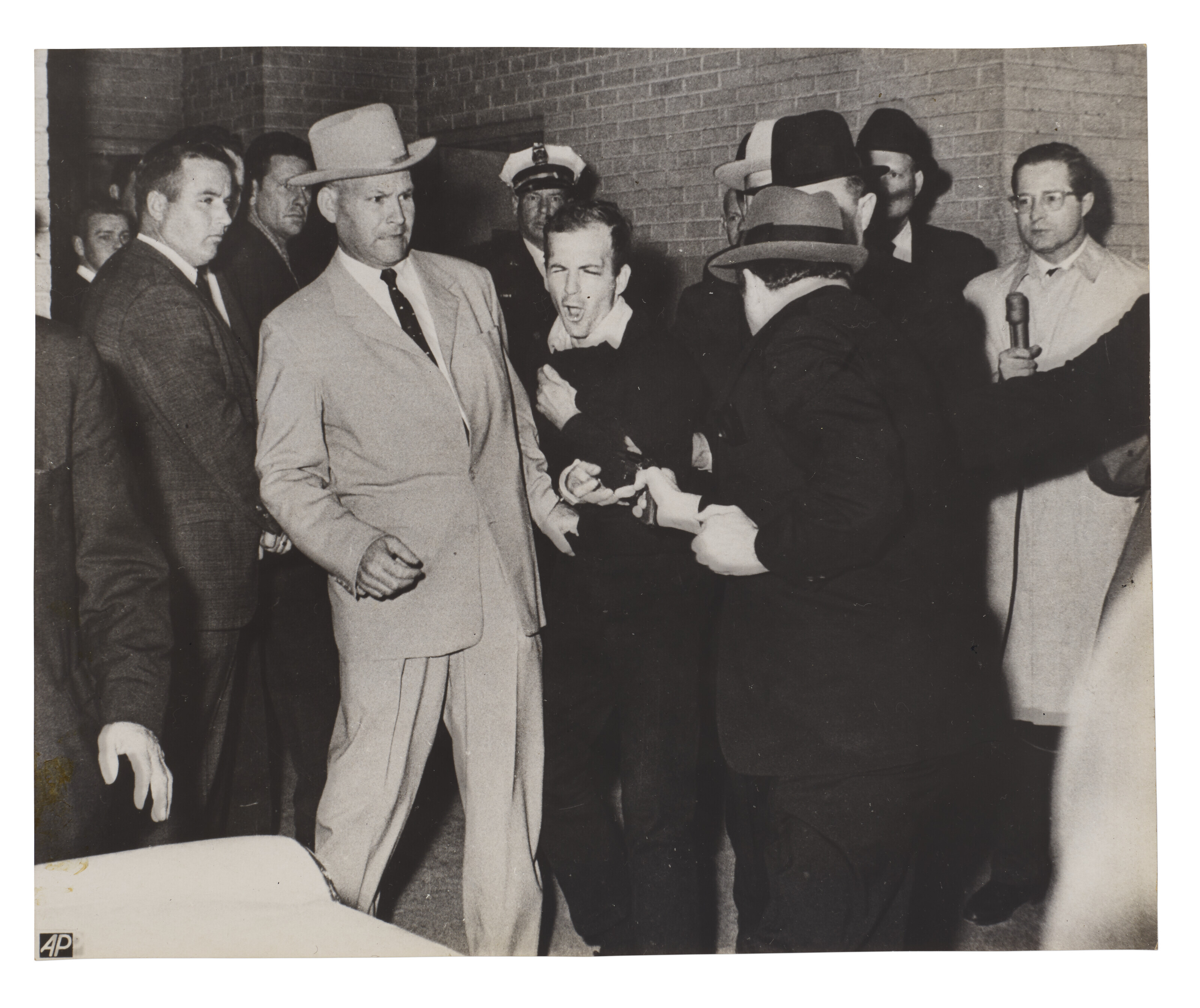
Jack Ruby střílí Lee Harvey Oswalda, foto: Robert H. Jackson

Lee Harvey Oswald (18. října 1939 New Orleans – 24. listopadu 1963 Dallas) byl podle vyšetřování čtyř vládních agentur Spojených států amerických pachatelem atentátu na prezidenta Johna Fitzgeralda Kennedyho. Atentát byl spáchán dne 22. listopadu 1963 ve městě Dallas ve státě Texas.

## Život
Narodil se v New Orleans 18. října 1939. V sedmnácti letech nastoupil k Námořní pěchotě Spojených států. Zde prošel výcvikem se střelnou zbraní M1 Garand a splnil testy na odstřelovače. V říjnu 1959 se rozhodl ukončit službu u námořnictva, přičemž jako oficiální důvod uvedl špatný zdravotní stav své matky, o kterou chtěl pečovat. Avšak emigroval do Sovětského svazu, neboť již od mládí inklinoval ke komunismu.
V roce 1962 se nicméně vrátil do Spojených států a následně byl v roce 1963 obviněn z vraždy dallaského policisty J. D. Tippita a poté i z vraždy amerického prezidenta Johna Fitzgeralda Kennedyho. Oswald však odmítal jakoukoliv spojitost s těmito vraždami. Dva dny po svém zadržení byl během převozu do věznice, za přítomnosti televizních kamer, zastřelen Jackem Leonem Rubinsteinem. V roce 1964 dospěla Warrenova komise k závěru, že Oswald skutečně zastřelil prezidenta Kennedyho. Roku 1979 Zvláštní výbor pro vyšetření atentátu Sněmovny reprezentantů zabývající se případem uvedl, že Oswald mohl být článkem rozsáhlého spiknutí proti Kennedymu a dodal, že Warrenova komise tuto možnost dostatečně neprošetřila.